# Nannie Helen Burroughs
Pour les articles homonymes, voir Burroughs.
Nannie Helen Burroughs, née le 2 mai 1879 à Orange dans l'État de la Virginie et morte le 20 mai 1961 à Washington (district de Columbia) est une professeure, oratrice, dirigeante baptiste, militante des droits civiques, féministe et femme d'affaires afro-américaine. Son discours "How the Sisters Are Hindered from Helping" (« Comment les sœurs sont empêchées d’intervenir »), à la Convention baptiste nationale de 1900, en Virginie, lui donna instantanément une notoriété et une reconnaissance publique. Elle est la fondatrice de la première école de formation professionnelle à offrir une formation professionnelle aux femmes afro-américaines, qui vivent dans un environnement dépourvu de possibilités d'éducation, établissement connu maintenant sous le nom de la Nannie Helen Burroughs School (en).

## Biographie

### Jeunesse et formation
Nannie Helen Burroughs est la fille de John Burroughs, un affranchi devenu prédicateur chrétien baptiste et de Jennie Burroughs, une femme née dans la condition d'esclavage,. 
Elle étudie à la M Street High School et obtient un diplôme avec mention en 1896 . Elle cherche du travail comme professeur d'économie domestique dans les District of Columbia Public Schools, mais elle n’est pas embauchée.

### Carrière
En 1898 elle devient secrétaire de rédaction et comptable au Conseil des missions étrangères de la Convention baptiste nationale, USA à Louisville, dans le Kentucky. Elle participe également à la fondation de la Convention des femmes de la Convention baptiste nationale, USA et est devient présidente pendant 13 ans.
En 1909, elle fonde la National Trade and Professional School for Women and Girls (« École nationale de formation professionnelle pour femmes et filles »), à Washington (district de Columbia). 
Elle continua d'y travailler jusqu'à sa mort en 1961.

### Fin de vie
Elle est décédée le 20 mai 1961. Elle est enterrée à l'Église baptiste de la dix-neuvième rue à Washington, D.C., où elle était membre.
Nannie repose au Lincoln Memorial Cemetery de Suitland dans le Maryland.

### Vie privée
Nannie est restée célibataire toute sa vie et n'a pas eu d'enfants.

## Archives
Les archives de Nannie Helen Burroughs sont déposées et consultables à la Bibliothèque du Congrès.

## Écrits
Ses écrits ont été recueillis et ont fait l'objet de deux livres:
- (en-US) Nannie Helen Burroughs et Karen Hunter (dir.), Stop Being Niggardly : And Nine Other Things Black People Need to Stop Doing, New York, Pocket Books, 27 avril 2010, 224 p. (ISBN 9781416563747),
- (en-US) Kelisha B. Graves (dir.), Nannie Helen Burroughs : A Documentary Portrait of an Early Civil Rights Pioneer, 1900-1959, University of Notre Dame Press, 31 mai 2019, 271 p. (ISBN 9780268105532).

## Hommage
En 1964, la National Trade and Professional School for Women and Girls a été rebaptisée la Nannie Helen Burroughs School (en) en son honneur et a commencé à fonctionner en tant qu'école élémentaire "co-ed".
Construit en 1927-1928, sa Maison des métiers (Trades Hall) a été désigné  National Historic Landmark.

## Pour approfondir
: document utilisé comme source pour la rédaction de cet article.

### Notices dans des encyclopédies et des manuels de références
- (en-US) Sadie Iola Daniel, Women Builders, Associated Publishers, G. K. Hall & Company (réimpr. 1 janvier 1997) (1re éd. 1931), 191 p. (ISBN 9780783814278, lire en ligne), p. 107-132,
- (en-US) Marcus H. Boulware, The Oratory of Negro Leaders : 1900-1968, Westport, Connecticut, Negro Universities Press, 1969, 344 p. (ISBN 9780837118499, lire en ligne), p. 103-104,
- (en-US) Sharon Harley (dir.), The Afro-American Woman : Struggles and Images, Port Washington, New York, Kennikat Press, 1er janvier 1978, 141 p. (ISBN 9780804692090, lire en ligne), p. 97-108,
- (en-US) Jessie Carney Smith (dir.), Notable Black American Women: Book I, Detroit, Michigan, Gale Research, 1er novembre 1991, 1334 p. (ISBN 9780810347496, lire en ligne), p. 137-140,
- (en-US) Marcia Y. Riggs (dir.), Can I Get a Witness ? : Prophetic Religious Voices of African American Women : An Anthology, Maryknoll, New York, Orbis Books, 1er février 1997, 201 p. (ISBN 9781570751134, lire en ligne), p. 86-91,
- (en-US) Bill J. Leonard & George H. Shriver (dir.), Encyclopedia of Religious Controversies in the United States, Westport, Connecticut, Greenwood Press, 16 octobre 1997, 549 p. (ISBN 9780313296918, lire en ligne), p. 81-83,
- (en-US) John A. Garraty & Mark C. Carnes (dir.), American National Biography, Volume 4: Burnett - Clarke, Lewis, New York, Oxford University Press, USA, 1er janvier 1999, 980 p. (ISBN 9780195127836, lire en ligne), p. 51-52,
- (en-US) Anne Commire & Deborah Klezmer (dir.), Women in World History, Volume 3: Brem - Cold, Waterford, Connecticut, Yorkin Publications / Gale Cengage, 29 septembre 1999, 903 p. (ISBN 9780787640620, lire en ligne), p. 233-235,
- (en-US) Jessie Carney Smith, Black Heroes, Detroit, Michigan, Visible Ink Press, 1er août 2001, 737 p. (ISBN 9781578591367, lire en ligne), p. 108-111,
- (en-US) Rosetta E. Ross (dir.), Witnessing and Testifying : Black Women, Religion, and Civil Rights, Minneapolis, Minnesota, Fortress Press, 1er janvier 2003, 299 p. (ISBN 9780800636036, lire en ligne), p. 21-30,
- (en-US) Margaret Mazurkiewicz, Contemporary Black biography. Volume 96, Detroit, Michigan, Gale, 13 avril 2012, 293 p. (ISBN 9781414471761, lire en ligne), p. 27-29,
- (en-US) Colin A. Palmer (dir.), Encyclopedia Of African American Culture And History, volume 1, Detroit, Michigan, MacMillan Reference Books, 15 décembre 2005, 397 p. (ISBN 9780028658162, lire en ligne), p. 368-369,
- (en-US) Fenwick W. English (dir.), Encyclopedia of Educational Leadership and Administration, volume 1, Thousand Oaks, Californie, Sage Publications, Inc., 16 février 2006, 548 p. (ISBN 9780761930877, lire en ligne), p. 93-94.
- (en-US) Jessie Carey Smith & Nikki Giovanni (dir.), The Complete Encyclopedia of African American History : Heroes and Heroines, vol. 3, Chalfont, Pennsylvanie, African American Publications, 1er janvier 2014, 737 p. (ISBN 9781578595372, lire en ligne), p. 108-111,
- (en-US) Audrey Thomas McCluskey, A Forgotten Sisterhood : Pioneering Black Women Educators and Activists in the Jim Crow South, Rowman & Littlefield Publishers, 1er novembre 2014, 192 p. (ISBN 9781442211384),

### Essais
- (en-US) Opal V. Easter, Nannie Helen Burroughs, New York, Routledge, 1er février 1995, 160 p. (ISBN 9780815318613, lire en ligne),
- (en-US) Karen A. Johnson, Uplifting the Women and the Race : The Lives, Educational Philosophies and Social Activism of Anna Julia Cooper and Nannie Helen Burroughs, New York, Routledge, coll. « Garland Studies », 24 juillet 2000, 232 p. (ISBN 9780815314776, lire en ligne)
- (en-US) Shantina Shannell Jackson, The Educational Thought of Nannie Helen Burroughs, 1875-1961, University of California, Berkeley, 2015, 115 p. (lire en ligne),
- (en-US) Sondra Washington, The Story of Nannie Helen Burroughs, Woman's Missionary Union, 1er septembre 2017, 183 p. (ISBN 978-1-56309-848-2).

### Articles
- (en-US) Sharon Harley, « Nannie Helen Burroughs: 'The Black Goddess of Liberty' », The Journal of Negro History, Vol. 81, No. 1/4,,‎ 1996, p. 62-71 (lire en ligne ),
- (en-US) Audrey Thomas McCluskey, « "We Specialize in the Wholly Impossible": Black Women School Founders and Their Mission », Signs, Vol. 22, No. 2,‎ hiver 1997, p. 403-426 (24 pages) (lire en ligne ),
- (en-US) Traki L. Taylor, « "Womanhood Glorified": Nannie Helen Burroughs and the National Training School for Women and Girls, Inc., 1909-1961 », The Journal of African American History, Vol. 87,‎ 2002, p. 390-402 (lire en ligne ),
- (en-US) Veronica G. Thomas & Janine A. Jackson, « The Education of African American Girls and Women: Past to Present », The Journal of Negro Education, Vol. 76, No. 3,‎ été 2007, p. 357-372 (16 pages) (lire en ligne ),
- (en-US) Genna Rae McNeil, « African American Church Women, Social Activism, and the Criminal Justice System », The Journal of African American History, Vol. 96, No. 3,‎ été 2011, p. 370-383 (14 pages) (lire en ligne ),
- (en-US) Mary K. Schueneman, « A Leavening Force: African American Women and Christian Mission in the Civil Rights Era », Church History, Vol. 81, No. 4,‎ décembre 2012, p. 873-902 (30 pages) (lire en ligne ),